# Хібінське апатит-нефелінове родовище
Хібінське апатит-нефелінове родовище — унікальне за запасами родовище в Росії, Кольський півострів;
Вміст Р2О5 коливаються від 10 % до 19 % в бідних і до 28 % в багатих рудах.